# 使用済燃料再処理・廃炉推進機構
使用済燃料再処理・廃炉推進機構（しようずみねんりょうさいしょり・はいろすいしんきこう、英語：Nuclear Reprocessing and Decommissioning facilitation Organization of Japan）は、原子力発電における使用済燃料の再処理等の実施及び廃炉の推進に関する法律に基づく、日本の認可法人である。略称：再処理・廃炉推進機構、NuRO。

## 概説
再処理機構は日本における使用済燃料再処理を行う主体となる法人であり、電力自由化の下、電力会社の経営環境の悪化に備え、確実に再処理が行われることを保証するために設立された。
電力会社には再処理機構に対し、再処理のための資金の拠出が義務付けられている。再処理工場の実際の運用及び再処理に関する業務は、原子力発電を行う電力会社各社により設立された日本原燃株式会社に委託している。
2023年5月に、円滑かつ着実な廃炉の推進に向けて必要な措置を講じるために、再処理等拠出金法が改正され、これにより、これまでの核燃料サイクル業務に加え、全国の廃炉推進に向けた総合的なマネジメント業務等を新たに担うこととなった。

## 法人概要
- 所在地 - 〒 030-0812　青森県青森市堤町 2-1-7 堤町ファーストスクエアビル4階・5階
- 理事長 - 増田博武 (元中部電力副社長執行役員)[2]

## 沿革
- 2016年（平成28年）
  - 7月 - 原子力発電を行う9電力会社および日本原子力発電の社長を発起人として発起人集会を開く。[3]
  - 9月 - 認可[4]
  - 10月 - 設立[5]
- 2024年（令和6年）
  - 4月 - 機構名変更。新たに廃炉推進業務を担う。[6]